# Aethiopopactes griseus
Aethiopopactes griseus är en kräftdjursart som beskrevs av Franco Ferrara och Stefano Taiti 1982. Aethiopopactes griseus ingår i släktet Aethiopopactes och familjen Eubelidae. Inga underarter finns listade i Catalogue of Life.